# 万印楼
万印楼，位于山东省潍坊市潍城区潍坊三中院内，是清代金石学家陈介祺的故居的一部分。万印楼内设有陈介祺故居陈列馆。
1992年6月12日，授予山东省文物保护单位。